# Mount Evans Scenic Byway

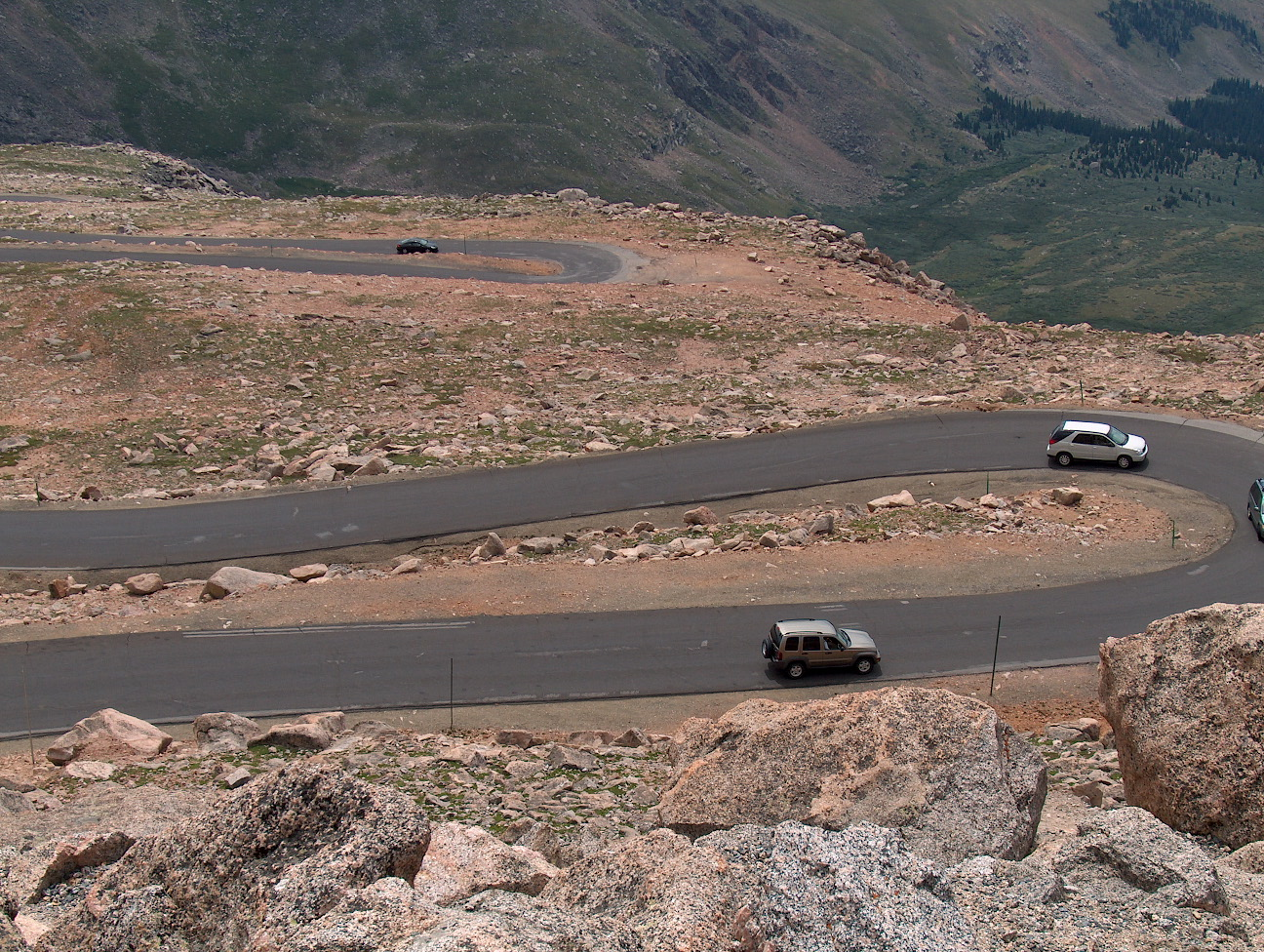
Mount Evans Scenic Byway

Der Mount Evans Scenic Byway ist eine Aussichtsstraße (Scenic Byway) im US-Bundesstaat Colorado. Er beginnt – rund 40 km westlich von Denver – ab der Abfahrt der Autobahn I-70 bei Idaho Springs am Highway 103 und setzt sich auf halber Strecke über den Highway 5 zum Gipfel des Mount Blue Sky (ehemals Mount Evans) fort. Der Scenic Byway überwindet ab seinem Startpunkt mehr als 2.000 Höhenmeter und ist mit einer Lage von 4.307 Metern am Endpunkt die höchstgelegene asphaltierte Straße der Vereinigten Staaten.
Gewöhnlicherweise ist der gebührenpflichtige Highway 5 nur in den Sommermonaten von Memorial Day (Gedenktag) bis Labor Day (Tag der Arbeit) öffentlich zugänglich, wenngleich schlechte Wetter- und Straßenbedingungen noch größere Einschränkungen erfordern können.
Jährlich findet dort hinauf das Radrennen Bob Cook Memorial Mount Evans Hill Climb statt.

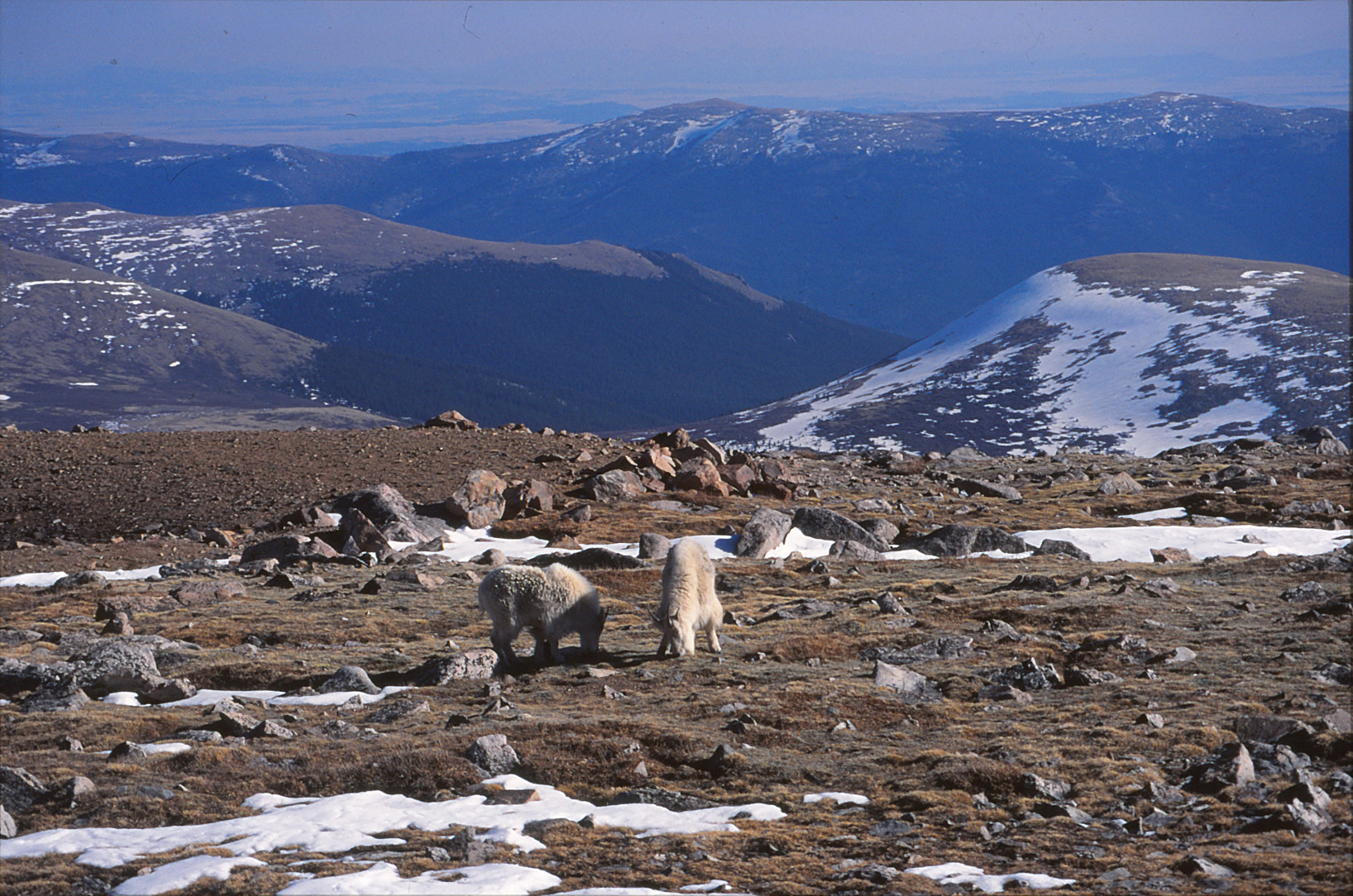
Mount Blue Sky